# Zoo de Denver
Le zoo de Denver est un parc zoologique américain situé dans l'État du Colorado, à Denver, au sein du quartier de City Park. Fondé en 1896, il appartient à la municipalité et au comté de Denver, et représente l'attraction payante la plus fréquentée de l'agglomération en 2005.

## Histoire
Le zoo fut créé lorsque le maire de Denver Thomas S. McMurry reçut en cadeau un ours noir orphelin nommé Billy Bryan en 1896. Les premiers animaux du parc furent des canards, des chiens de prairie, des antilopes ainsi que des faisans dorés. En 1905 furent ajoutés des écureuils roux qui proliférèrent au point de menacer les autres espèces. En 1906, le maire Robert W. Speer engagea des travaux pour transformer le zoo grâce aux plans du paysagiste Saco R. DeBoer. Victor H. Borcherdt fut nommé directeur du parc ; il construisit la Bear Mountain entre 1917 et 1918, qui accueille aujourd'hui des coatis et des ours. En 1937 fut ajoutée la Monkey Island, grâce à l'argent de la Works Progress Administration. Le zoo connut de nombreux aménagements à partir des années 1950.
En 1994, deux ours polaires sont nés en captivité dans le zoo. Ceux-ci résident aujourd’hui au SeaWorld d'Orlando en Floride. Le 24 février 2007, un jaguar s’attaqua à un membre du personnel qui travaillait dans sa cage. La personne décéda de ses blessures tandis que le jaguar fut abattu en tentant de libérer sa victime. La personne se serait rendue par erreur dans la zone alors qu’il est en pourtant interdit de rentrer dans ce type de lieu lorsque les animaux sont présents.

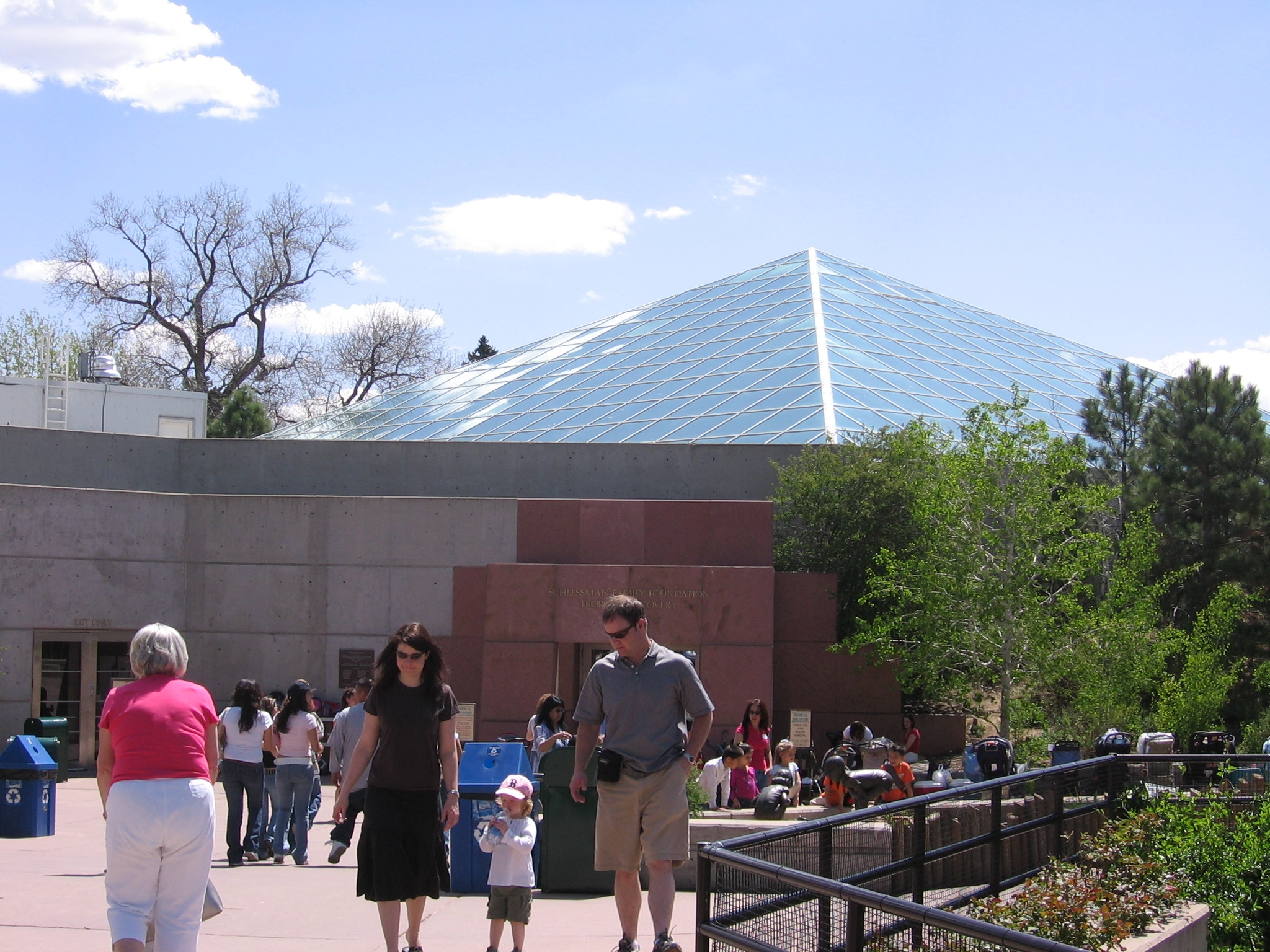
Bâtiments abritant les espèces tropicales dont des poissons et des reptiles.
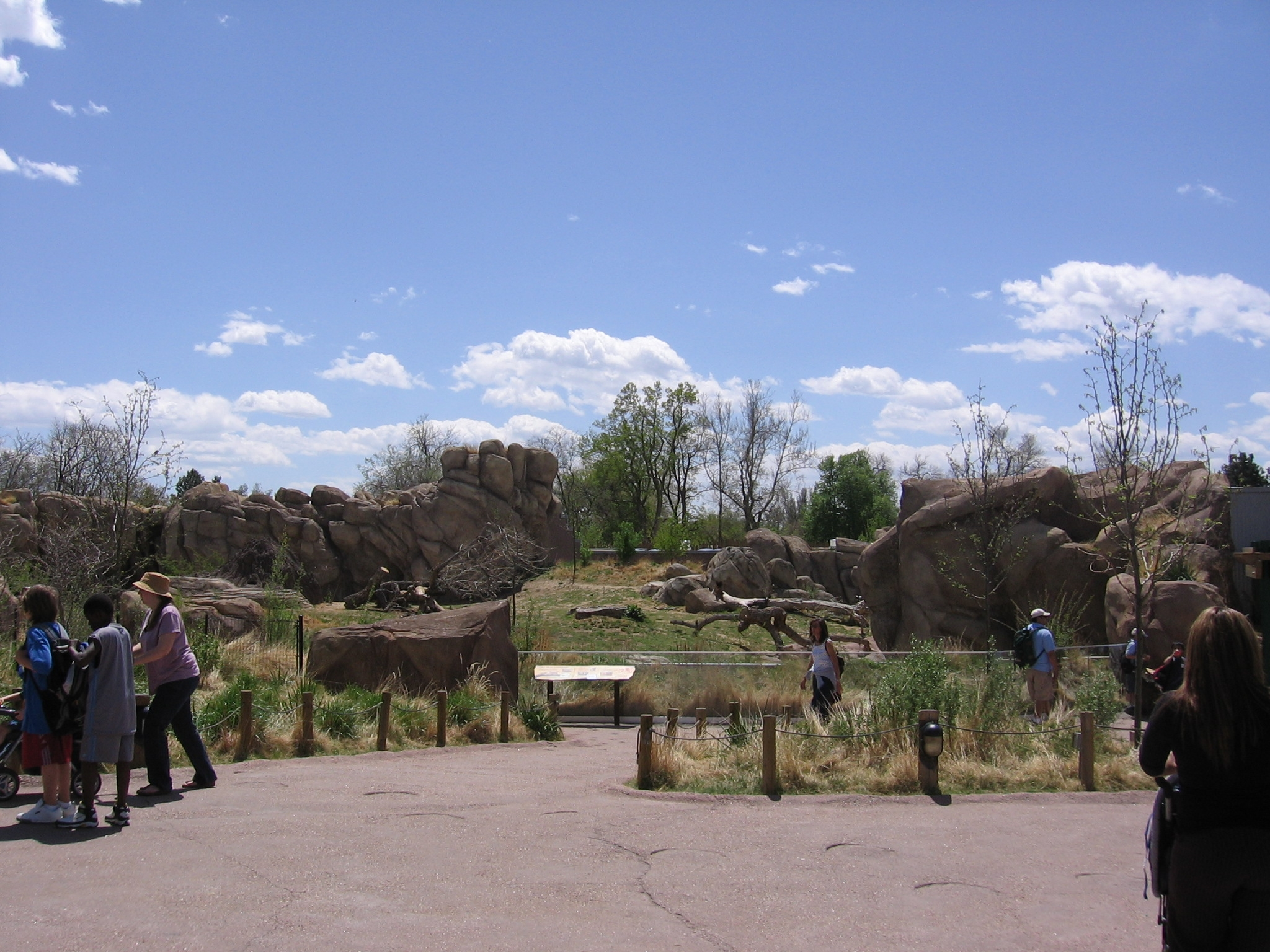
Savane africaine.
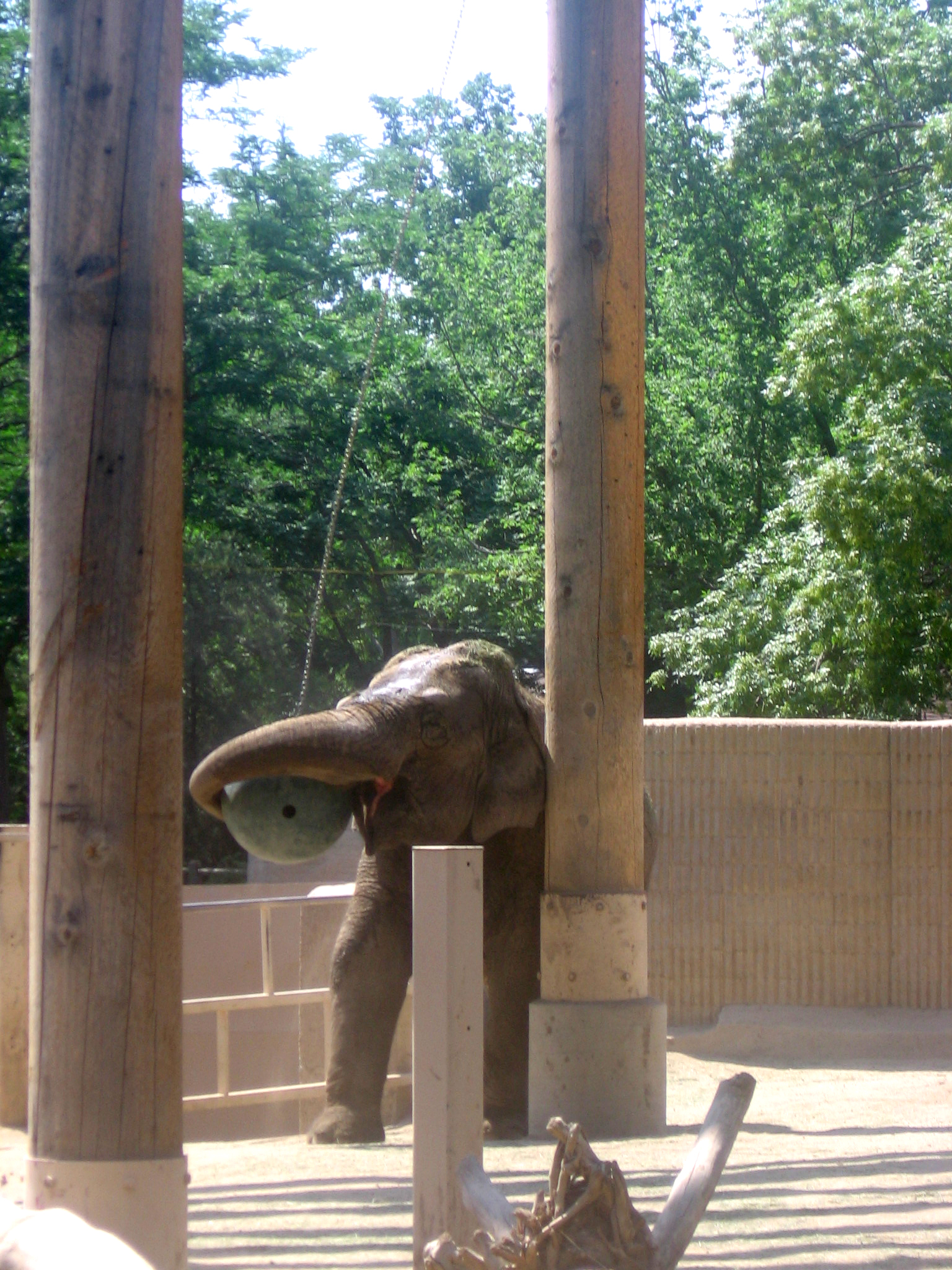
Mimi, un éléphant d'Asie.
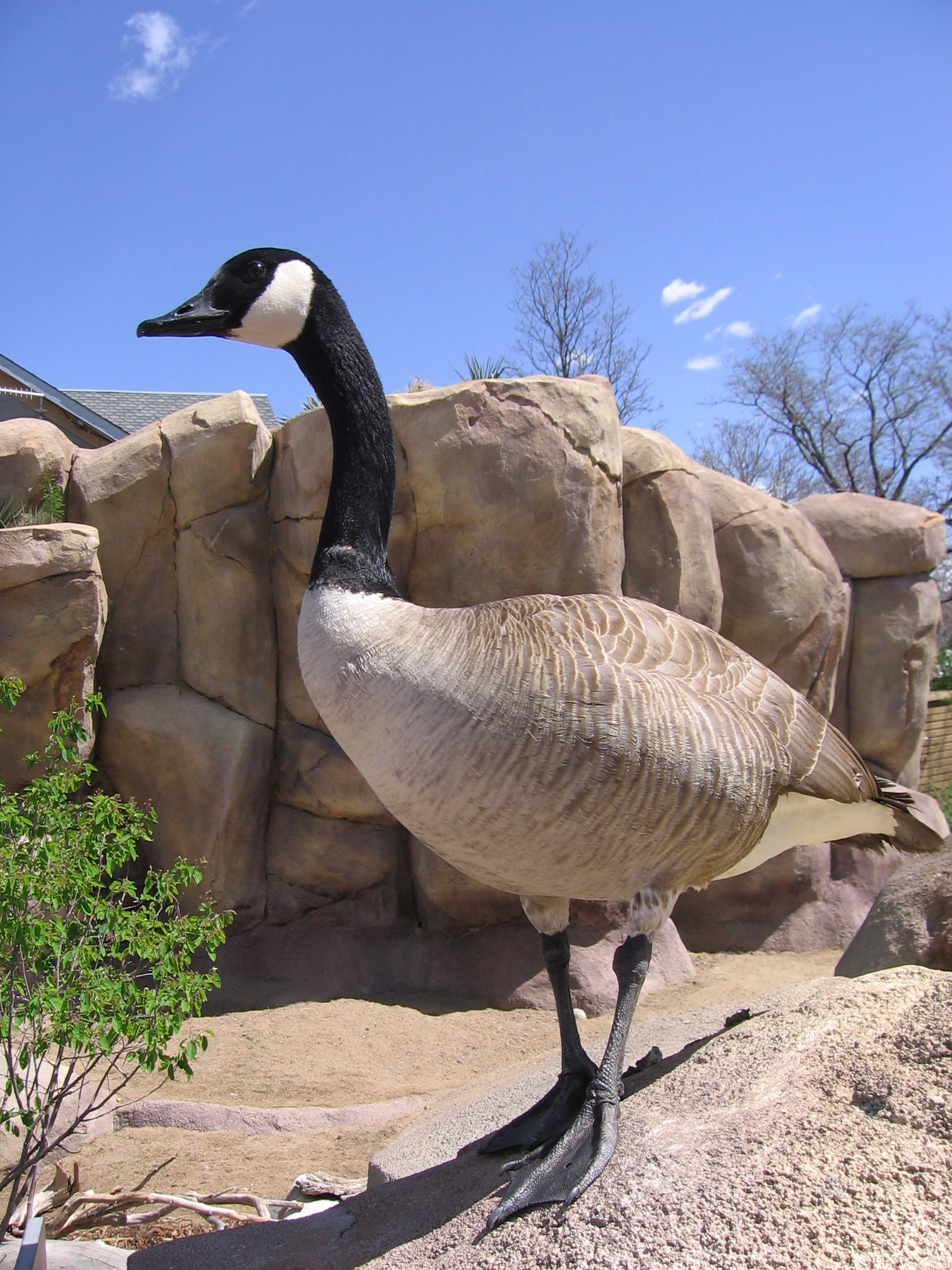
Bernache du Canada.
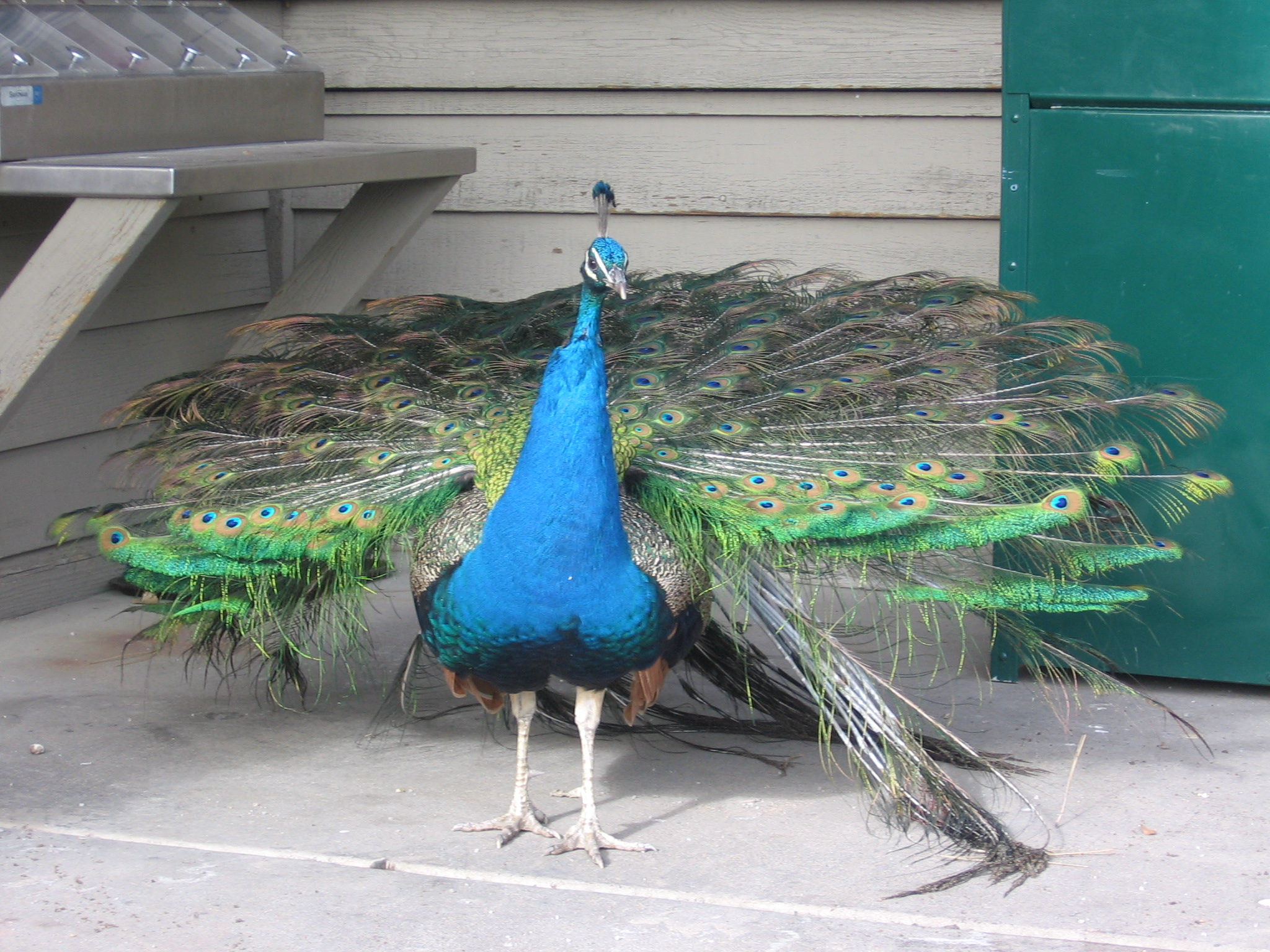
Paon bleu.